# Hôtel de Lassay

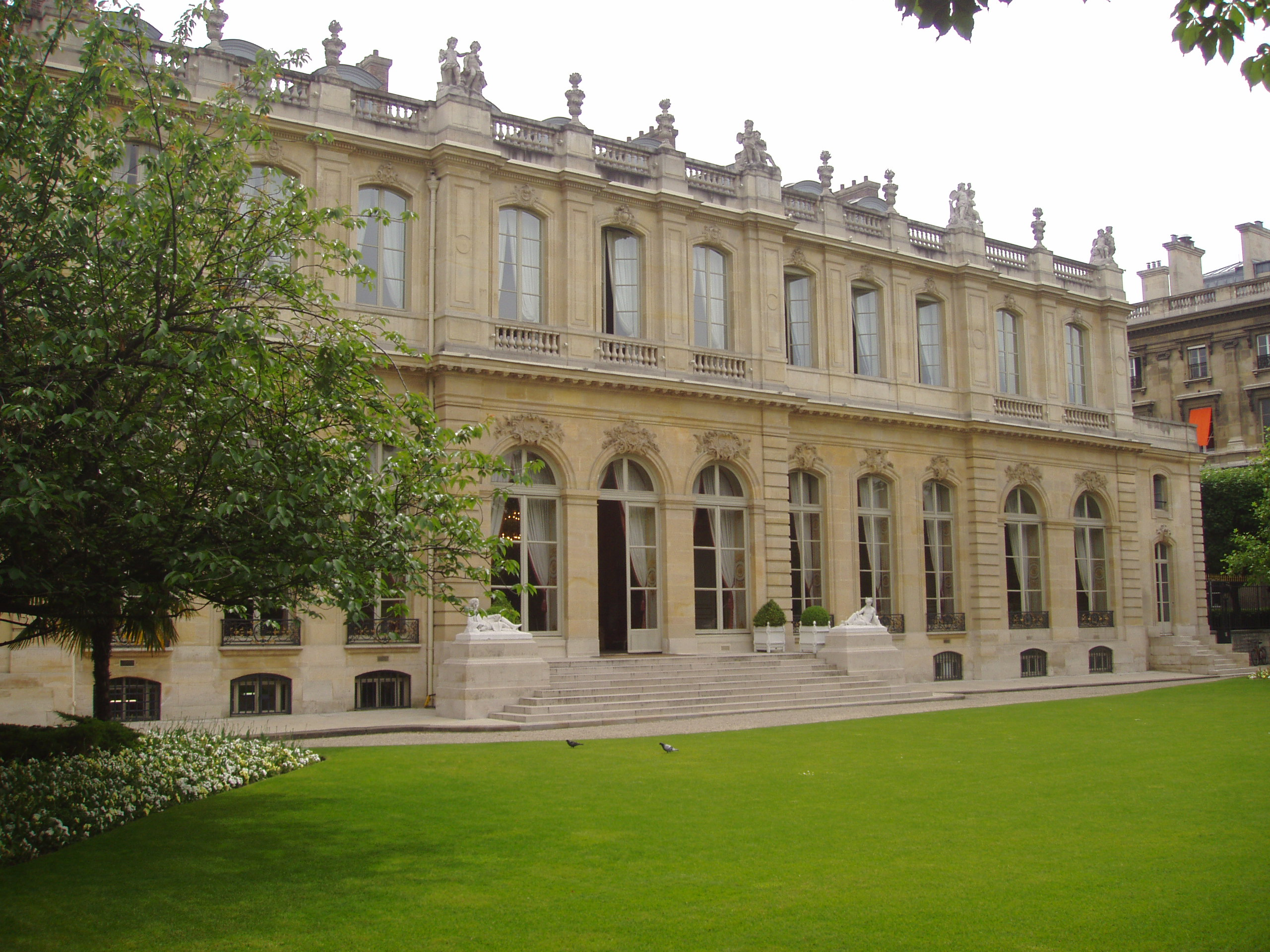
Gartenfassade des Hôtels de Lassay

Das Hôtel de Lassay, auch Palais de la Présidence genannt, ist ein Hôtel particulier im 7. Pariser Arrondissement und die Residenz des Präsidenten der französischen Nationalversammlung. Es steht direkt neben dem Palais Bourbon, wo die Nationalversammlung zusammentritt, und besitzt zu diesem eine direkte Verbindung durch eine Galerie und einen Festsaal.
Im ersten Viertel des 18. Jahrhunderts durch Léon de Madaillant de Lesparre, Marquis de Lassay, erbaut, wurde es nach 1786 durch den Fürsten von Condé im Inneren stark umgestaltet. Weitere Umbauten folgten am Ende des 18. Jahrhunderts zwecks Nutzung als Schule. Nachdem der französische Staat das Gebäude 1834 erworben hatte, ließ er dessen Innenräume in den 1840er Jahren noch einmal vollkommen neu gestalten, um sie für den Präsidenten der Nationalversammlung nutzbar zu machen. Das Hôtel ist heute nur für Gruppen zu besichtigen, die dazu von einem Abgeordneten eingeladen worden sind, und alljährlich am europäischen Tag des offenen Denkmals ist es für Besucher offen.

## Geschichte
1719 hatte Léon de Madaillant de Lesparre, Marquis de Lassay, Landbesitz am linken Ufer der Seine in einem Gebiet erworben, das zu jener Zeit Pré-du-clercs genannt wurde. Damals war dieses Gebiet, das später zum Faubourg Saint-Germain werden sollte und heute das Stadtzentrum von Paris ausmacht, noch nahezu unbebaut und eine beschauliche, ländliche Idylle vor den Toren der französischen Hauptstadt. Lassay, enger Vertrauter und Liebhaber der verwitweten Herzogin, Louise Françoise de Bourbon, Fürstin von Condé, überredete diese, dort ebenfalls Land zu kaufen, um ein Landschloss nach dem Vorbild des Grand Trianons zu errichten. Ein Teil ihres erworbenen Besitzes trat die Herzogin 1720 für „seine Ratschläge und treuen Dienste“ an ihren Freund Lassay ab, sodass auch er sich dort eine Residenz errichten konnte.

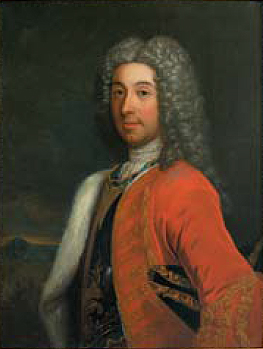
Bauherr des Hôtels: Léon de Madaillan de Lesparre

Ab 1722 wurden zwischen der Rue de l’Université und dem Seineufer das Palais Bourbon und das Hôtel de Lassay zeitgleich errichtet. Die anfänglichen Pläne stammten von dem italienischen Architekten Carlo Giardini, der jedoch noch im Jahr des Baubeginns starb. Er wurde durch Pierre Cailleteau, genannt Lassurance, ersetzt, aber auch er verstarb nur zwei Jahre später, sodass Jean Aubert seine Nachfolge antrat. Lange Zeit galt das Gebäude als Werk Jacques Gabriels, doch hatte er nur eine beratende Funktion. Die Bauarbeiten fanden 1728 ein Ende, und Léon de Madaillant de Lesparre bezog sein neues Domizil 1729. Zu jener Zeit gehörten rund drei Morgen Land zum Anwesen, das als französischer Garten gestaltet war und auf seiner Nordseite einen Ausblick auf die Seine bot. Eine von Kastanien gesäumte Allee führte axial von Süden auf den Haupteingang des Gebäudes zu. An ihren beiden Seiten lagen, hinter den doppelten Baumreihen versteckt, Wirtschaftsgebäude wie Küchen, Vorratskammern, eine Waschküche, Pferdeställe, ein Möbellager, Remisen und Bedienstetenunterkünfte. Ein kleiner Blumengarten östlich des Hauses musste in späterer Zeit einem schmalen Anbau weichen. Das Hôtel war eines der ersten Gebäude in Frankreich, an dem Stilelemente des Rokoko verwendet wurden, dennoch war der Bau, sowohl was architektonische Dekoration als auch die Ausmaße anging, wesentlich bescheidener als das benachbarte Palais Bourbon.

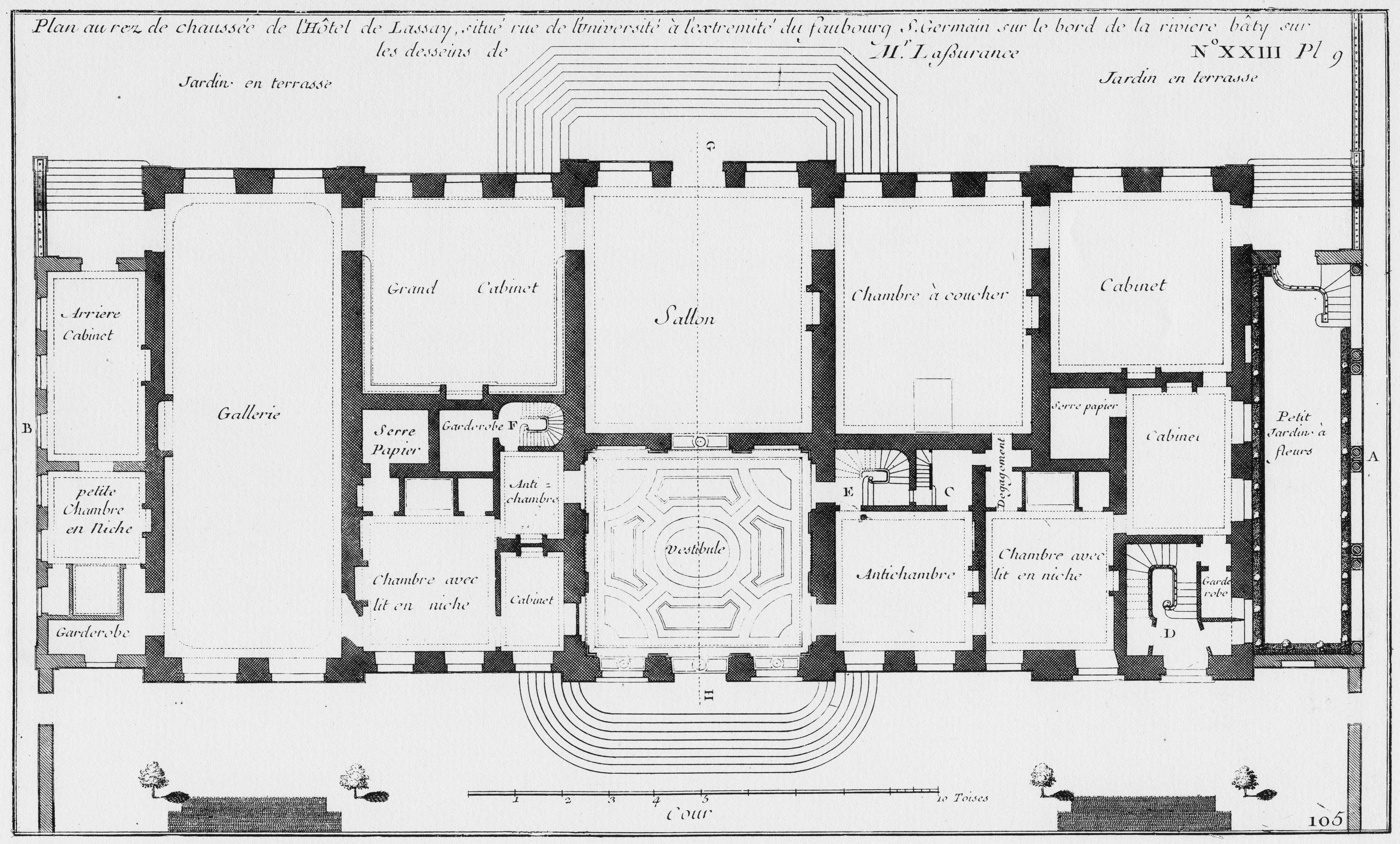
Erdgeschossgrundriss des Hôtels de Lassay vor den Umbauten unter dem Fürsten von Condé

Beim Tod des Marquis 1750 erbte seine Witwe Reine den Besitz. Sie bewohnte das Hôtel nicht selbst und schenkte es dem Großneffen ihres Mannes, Louis-Léon de Brancas, Graf von Lauraguais. Der veräußerte das Anwesen 1768 an Louis V. Joseph de Bourbon, prince de Condé, dem auch schon das benachbarte Palais gehörte. Condé ließ das Innere des Gebäudes nach Plänen Antoine-Michel Le Carpentiers stark umgestalten. So ließ er das Vestibül 1770 durch Honoré Guibert mit militärischen Motiven dekorieren, die an seine Erfolge im Siebenjährigen Krieg erinnern sollten, und Trennwände zwischen den kleinen Antichambres des östlichen Gebäudeteils entfernen, um dort 1772 einen großen Speisesaal einzurichten. Außerdem veranlasste er die Umgestaltung der großen Galerie im Westteil des Baus. Diese nahm die gesamte Tiefe des Gebäudes ein und war unter Léon de Madaillant de Lesparre als Ausstellungsraum seiner umfangreichen Gemäldesammlung genutzt worden. Unter den zahlreichen Exponaten aus flämischer, italienischer und spanischer Schule hatten sich auch Werke von Peter Paul Rubens, Pieter Bruegel und Bartolomé Esteban Murillo befunden. Louis-Joseph ließ diese Galerie zu Ehren seines Vorfahren, dem Großen Condé (französisch le Grand Condé), mit vier großen Schlachtengemälden von Philippe Casanova und Jean Baptiste Le Paon ausstatten. Allegorische Statuen und Figuren aus der griechischen Mythologie komplettierten das ikonografische Programm des Raums. Obwohl Condé am 18. Juli 1789 emigrierte ließ er noch im Jahr 1790 Arbeiten am Gebäude ausführen. 1791 teilte es das gleiche Schicksal wie das Palais Bourbon: Es wurde konfisziert und zu Nationaleigentum erklärt, in dem – ebenso wie im benachbarten Palais – ab 1794 die Ecole centrale des travaux publics, die spätere polytechnische Schule, untergebracht war. Diese Nutzung machte Umbauten im Inneren notwendig.
Nach seiner Rückkehr nach Frankreich im Jahr 1814 erhielt der Fürst von Condé die beiden Gebäude zurück. Im Gegensatz zum Palais Bourbon, das er ab 1814 an den französischen Staat vermietete, nutzte er das Hôtel de Lassay zu Wohnzwecken selbst. Ab 1832 war es ebenfalls an den Staat vermietet, damit dort der Präsident der Abgeordnetenkammer wohnen konnte. Es wurde damit an eine alte Tradition angeknüpft, denn schon 1804 hatte der Präsident des Corps legislatif das Recht zugesprochen bekommen, im Hôtel de Lassay zu wohnen. Das Anwesen war 1830 als Erbe an den noch unmündigen Henri d’Orléans, Herzog von Aumale gekommen. 1834 verkaufte dessen Vormundschaftsrat es endgültig an den französischen Staat, der dort ab 1846 weitere Umbauten nach Plänen des Architekten Jules de Joly vornehmen ließ. So wurde zum Beispiel das bis dahin einstöckige Gebäude um eine Etage erhöht und durch einen Festsaal im Osten mit dem Palais Bourbon verbunden. Die Einweihung des Saals, der eine seit 1799 oder 1809 existierende, einfach Holzgalerie ersetzte, fand 1848 durch Armand Marrast statt. Unter dem Präsidenten Charles de Morny, wurde dem Festsaal 1860 auf der südlichen Langseite die Galerie des Tapisseries vorgesetzt und damit die letzte bauliche Veränderung am Gebäude vorgenommen. Mit dem Anbau, der im Rahmen eines pompösen Balls im Mai 1861 eingeweiht wurde, schaffte Morny Platz für seine rund 50 Werke umfassende Gemäldesammlung. Diese wurde nach seinem Tod verkauft, sodass in diesem Raum heute Tapisserien aus der Gobelin-Manufaktur sowie aus Beauvais hängen, denen er seinen Namen verdankt.

## Beschreibung

### Äußeres

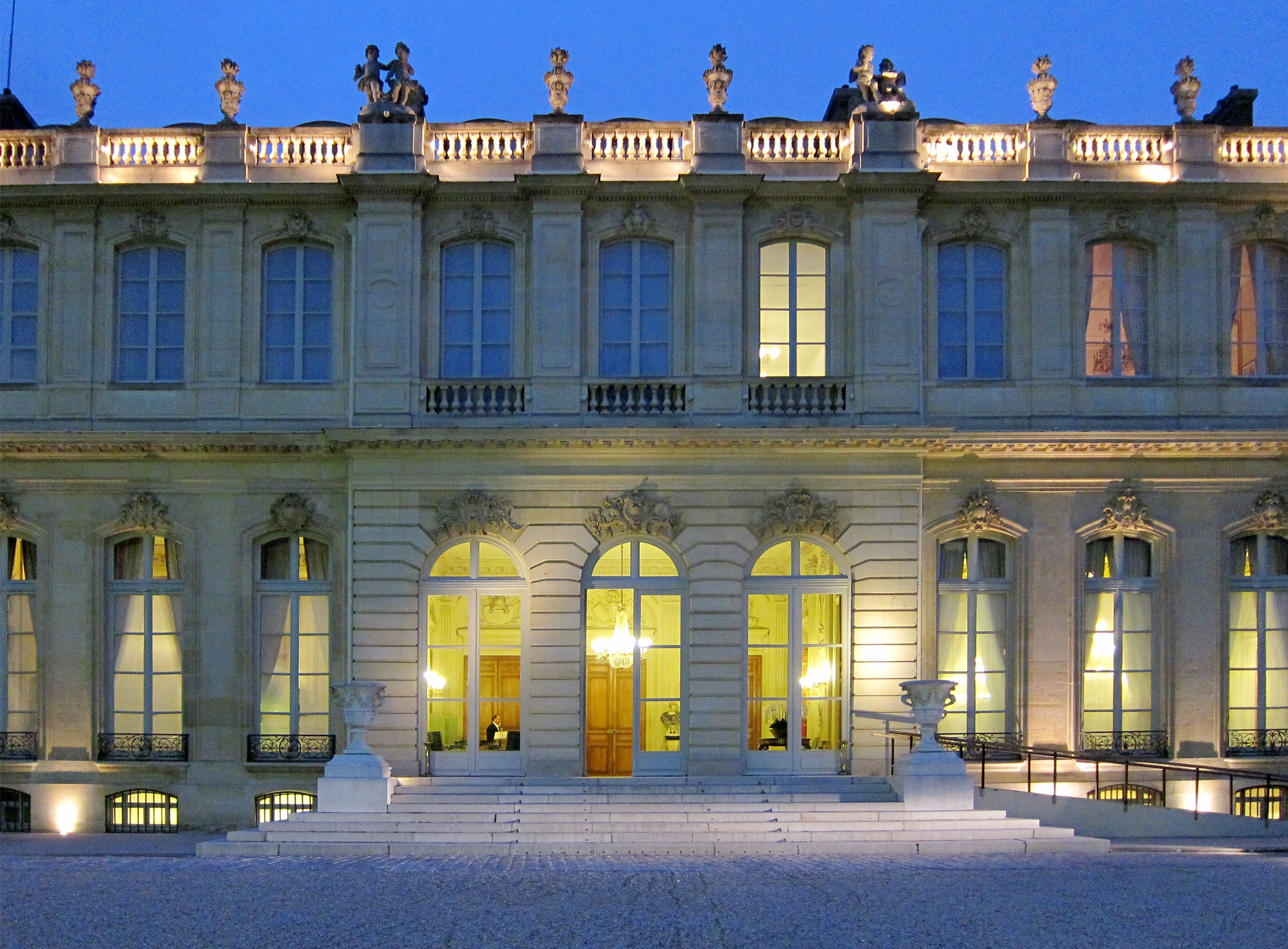
Eingangsfassade

Das Hôtel de Lassay ist ein einzelner, langgestreckter Baukörper mit einem Grundriss von 25 × 11 Toises (etwa 48,7 × 21,5 Meter). Eine axial angelegte, etwa 84 Meter lange Allee läuft von Süden auf das Gebäude zu und endet in einem ca. 29,5 × 50 Meter messenden, schlichten Vorhof. Die zwei Geschosse des Hauses sind durch Fenster in 13 Achsen unterteilt und werden von einem flachen Walmdach abgeschlossen. Im Osten und Westen schließen sich den beiden Eckrisaliten mit jeweils zwei Achsen schmale, einachsige Anbauten an. Im dreiachsigen Mittelrisalit befindet sich das Portal zu dem eine achtstufige Freitreppe hinaufführt. Sie stammt von Umbauten unter Jules de July und ersetzte im 19. Jahrhundert einen halbovalen Vorgänger. Eine Attika mit Balusterbrüstung, die mit Vasen und Putten besetzt ist, bildet den oberen Abschluss des Obergeschosses, in dem sich die privaten Wohnräume des Präsidenten der Nationalversammlung sowie die Büros seines Stabs befinden. Sämtliche Fenster besitzen als oberen Abschluss ein Rocaille-Ornament und machen das Hôtel de Lassay zu einem der frühesten Gebäude dieses Stils in Frankreich.
Südlich vor der Galerie des Tapisseries liegt ein kleiner Jardin des Quatres Colonnes genannter Garten, der durch seine streng symmetrische Konzeption als einziger Gartenteil heute noch an die einstige barocke Gartenanlage des Anwesens erinnert. Der fast quadratische Garten mit einer Kantenlänge von rund 42 Metern besitzt in seiner Mitte eine etwa 18,5 × 18,5 Meter große Rasenfläche, die durch zwei sich im Gartenmittelpunkt kreuzende Wege in Viertel geteilt wird. Die Kreuzung ist durch ein kleines Rondell markiert. In den Ecken des Gartens liegen Beete, die mit Bäumen und Sträuchern bepflanzt sind.

### Inneneinrichtung

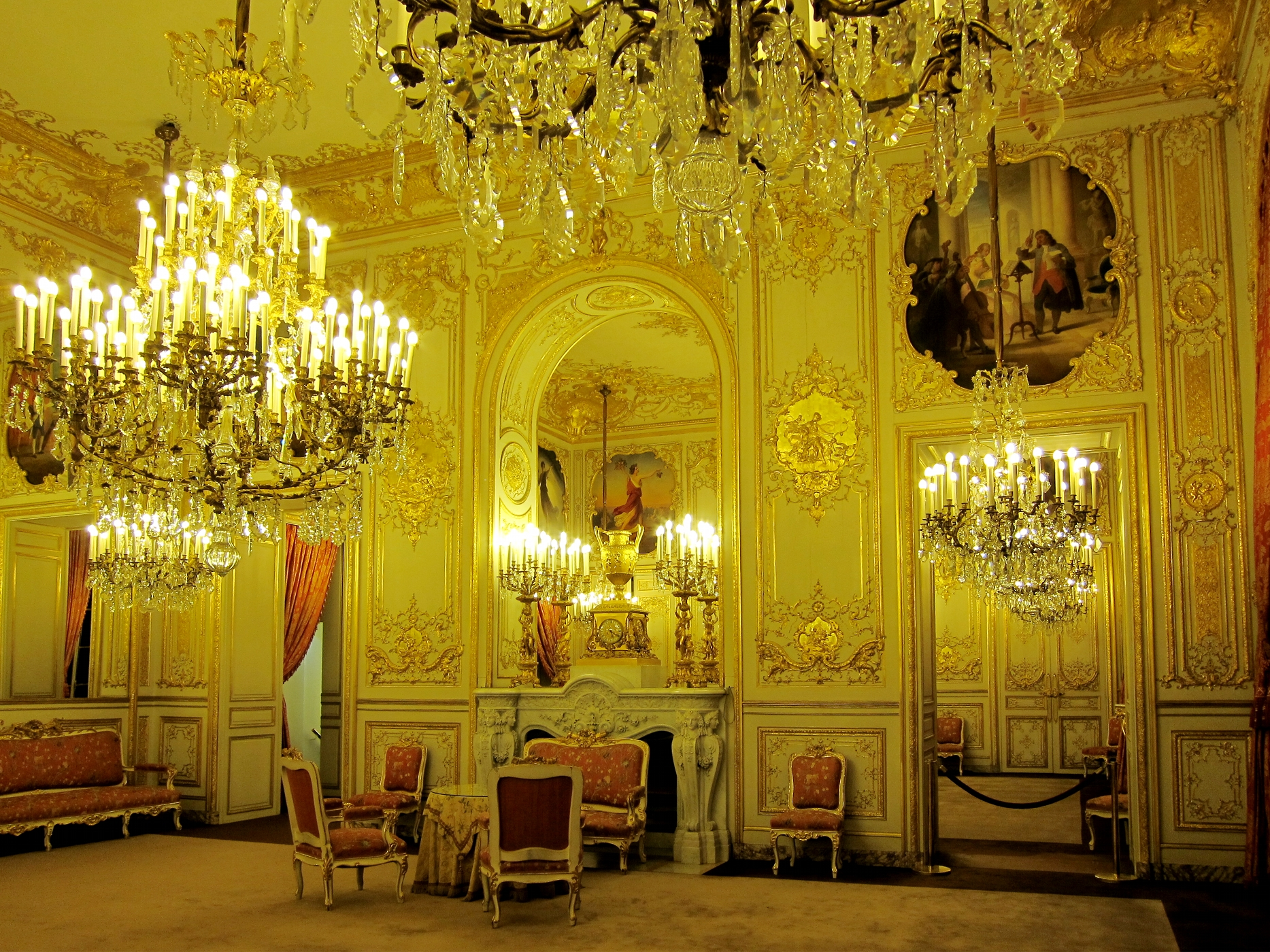
Der Große Salon

Von der einstigen, prachtvollen Rokoko-Ausstattung im Inneren durch Jules Degoullons und Mathieu Le Goupie ist so gut wie nichts mehr original erhalten. Vieles ging durch die Veränderungen unter Louis-Joseph de Bourbon und die Umbauten im 19. Jahrhundert verloren. Nahezu alle heute sichtbaren Malereien stammen von François-Joseph Heim, der zwischen 1846 und 1848 mit der malerischen Ausgestaltung der Innenräume betraut war.
Den Besucher empfängt das große Vestibül im Stil des Régence, dessen Gestaltung aus dem Jahr 1770 stammt. Zwischen Pilastern mit korinthischen Kapitellen finden sich Reliefs von Waffen, Rüstungen und anderen militärischen Motiven. Hinter dem Vestibül liegt zur Gartenseite der Große Salon (französisch Grand Salon), der – wie viele andere Räume des Hôtels auch – vergoldete Boiserien besitzt. Über den Türen finden sich die Supraporten Le concert, Le concert champêtre, La lecture und La danse und eine Allegorie des Friedens. Das Mobiliar des Raums stammt von den Gebrüdern Grohé, der Kamin wurde von Seguin gefertigt. Die übrige Ausstattung datiert ebenfalls in das 19. Jahrhundert. Eine große Freitreppe führt von diesem Raum in den Garten.
Rechter Hand des Vestibüls liegt der Speisesaal, der in den 1770er Jahren durch Zusammenlegung zweier kleinerer Räume entstand. Sein Deckengemälde stammt von Deruelle. Vom Speisezimmer gelangt der Besucher in den Salon der Elemente (französisch Salon des Elements), der seinen Namen von den vier durch François-Joseph Heim gemalten Supraporten erhielt, die Erde, Feuer, Wasser und Luft darstellen. Anfänglich als Schlafzimmer eingerichtet, wurde dieses Zimmer während der Restauration als Billardzimmer genutzt. Wie im Großen Salon stammen Möbel und Kamin von den Grohés und Seguin. Über eine Tür ist der Raum mit dem östlich benachbarten Kabinett des Aufbruchs (französisch Cabinet du Départ) verbunden. Der seit jeher als Arbeitszimmer genutzte Raum trägt diesen Namen, weil der Präsident traditionell von dort zu den Sitzungen der Nationalversammlung aufbricht. An einer Wand hängt eine Tapisserie vom Ende des 18. Jahrhunderts mit dem Motiv der Schule von Athen nach dem bekannten Gemälde Raffaels. Der wertvolle Teppich auf dem Fußboden aus der Zeit Ludwigs XIV. stammt aus einer 93 Stücke umfassende Serie, die ursprünglich für die Große Galerie des Louvre angefertigt wurden.
Vom Kabinett des Aufbruchs gelangt man in den großen Festsaal mit seinen vergoldeten Pilastern, über den das Gebäude mit dem Palais Bourbon verbunden ist. Er besitzt fünf große Rundbogenfenster auf der nördlichen, zum Garten gelegenen Langseite, die mit einer entsprechenden Anzahl Rundbogendurchbrüche auf der südlichen Langseite korrespondieren. Sie bilden die Verbindung zur 1860 angebauten Galerie des Tapisserie, die durch fünf Oberlichter beleuchtet wird.
Westlich des Großen Salons liegt der Salon der Jahreszeiten (französisch Salons des Saisons), dessen Name von den durch Heim gestalteten Supraporten mit Darstellung der vier Jahreszeiten resultiert. Die gesamte Ausstattung des Zimmers stammt aus dem 19. Jahrhundert. Durch diesen Raum gelangt der Besucher in den westlich benachbarten Salon der Spiele (französisch Salon des Jeux), der den nördlichen Teil der einstigen Galerie einnimmt. Auch in diesem Fall leitet sich der Name von den Supraporten des Raums ab, die fünf verschiedene Kinderspiele zeigen. In diesem Salon versammelt sich jeden Dienstag die Präsidentenkonferenz, um die Tagesordnungen der Nationalversammlung für die laufende sowie für die zwei kommenden Wochen festzulegen.